# Biskupsvarða
Biskupsvarða är en kulle i republiken Island. Den ligger i regionen Västlandet, 120 km norr om huvudstaden Reykjavík. Toppen på Biskupsvarða är 569 meter över havet.
Trakten runt Biskupsvarða är nära nog obefolkad, med mindre än två invånare per kvadratkilometer. Det finns inga samhällen i närheten. Trakten runt Biskupsvarða består i huvudsak av gräsmarker.